# Al Ḩamrā'
Al Ḩamrā' är en ort i Jordanien.   Den ligger i guvernementet Mafraq, i den norra delen av landet, 60 km norr om huvudstaden Amman. Al Ḩamrā' ligger 697 meter över havet och antalet invånare är 6 211.
Terrängen runt Al Ḩamrā' är lite kuperad. Runt Al Ḩamrā' är det ganska tätbefolkat, med 80 invånare per kvadratkilometer. Närmaste större samhälle är Mafraq, 12,0 km söder om Al Ḩamrā'. Trakten runt Al Ḩamrā' är ofruktbar med lite eller ingen växtlighet.